# Pomeni imen asteroidov: 16001–17000
Pregled pomenov imen asteroidov (malih planetov) od številke 16001 do 17000, ki jim je Središče za male planete dodelilo številko in so pozneje dobili tudi uradno ime  v skladu z dogovorjenim načinom imenovanja. Pregled je preverjen z Schmadelovim “Slovarjem imen malih planetov” (“Dictionary of Minor Planet Names”). Izvor nekaterih imen je pojasnjen tudi v Okrožnicah centra za male planete (“Minor Planet Circulars” ali MPC). Kadar se pojasnilo najde tudi v reviji “Nebo in teleskop” (Sky and Telescope) (S&T), je to navedeno. 
Pregled pojasnjuje izvor oziroma pomen imen asteroidov, ki ga je priznala Mednarodna astronomska zveza (IAU). Nekateri asteroidi imajo imajo dodatno pojasnilo o izvoru imena, ki pa vedno ni popolnoma zanesljivo (oznaka “†” ali “‡“). Pojasnilo o izvoru imena, ki je označeno z * je potrebno preveriti ali poiskati še v “Slovarju imen malih planetov”.
| Ime                    | Začasna oznaka | Izvor imena |
| 16001–16100            | 16001–16100    | 16001–16100 |
| ---------------------- | -------------- | --- |
| 16002 Bertin           | 1999 AM24      | lahko je Giuseppe Bertin, italijanski astronom ali Emmanuel Bertin (rojen 1963) ali Bernard Bertin, oba francoska astronoma * |
| 16007 Kaasalainen      | 1999 BC11      | Mikko Kaasalainen, finski astronom* |
| 16012 Jamierubin       | 1999 CG19      | Jamie Elyce Rubin, finalist Intelovega iskanja znanstvenih talentov (Intel Science Talent Search finalist) leta 2003 † Arhivirano 2007-08-09 na Wayback Machine. |
| 16013 Schmidgall       | 1999 CX38      | Emma Rose Schmidgall, finalistka Intelovega iskanja znanstvenih talentov leta 2003 † Arhivirano 2007-08-09 na Wayback Machine. |
| 16014 Sinha            | 1999 CB47      | Naveen Neil Sinha, finalist Intelovega iskanja znanstvenih talentov leta 2003 † Arhivirano 2007-08-09 na Wayback Machine. |
| 16015 Snell            | 1999 CK47      | Sabrina Curie Snell, finalistka Intelovega iskanja znanstvenih talentov leta 2003 † Arhivirano 2007-08-09 na Wayback Machine. |
| 16017 Street           | 1999 CX65      | Ethan James Street, finalist Intelovega iskanja znanstvenih talentov leta 2003 † Arhivirano 2007-08-09 na Wayback Machine. |
| 16019 Edwardsu         | 1999 CL69      | Edward Joseph Su, finalist Intelovega iskanja znanstvenih talentov leta 2003 † Arhivirano 2007-08-09 na Wayback Machine. |
| 16020 Tevelde          | 1999 CA76      | Vera Louise te Velde, finalistka Intelovega iskanja znanstvenih talentov leta 2003 † Arhivirano 2007-08-09 na Wayback Machine. |
| 16021 Caseyvaughn      | 1999 CG81      | Casey Ann Vaughn, finalist Intelovega iskanja znanstvenih talentov leta 2003 † Arhivirano 2007-08-09 na Wayback Machine. |
| 16022 Wissnergross     | 1999 CJ86      | Zachary Daniel Wissner-Gross, finalist Intelovega iskanja znanstvenih talentov leta 2003 † Arhivirano 2007-08-09 na Wayback Machine. |
| 16023 Alisonyee        | 1999 CV93      | Alison Kimberly Yee, finalist Intelovega iskanja znanstvenih talentov leta 2003 † Arhivirano 2007-08-09 na Wayback Machine. |
| 16035 Sasandford       | 1999 FX32      | Scott A. Sandford, ameriški astronom* |
| 16036 Moroz            | 1999 GV8       | Vassili I. Moroz, ruski planetarni znanstvenik in astronom |
| 16037 Sheehan          | 1999 GX8       | William Sheehan, ameriški psihiater, pisatelj in ljubiteljski astronom † Arhivirano 2005-11-02 na Wayback Machine. |
| 16039 Zeglin           | 1999 GH18      | Scott Bailey Zeglin, finalist Intelovega iskanja znanstvenih talentov leta 2003 † Arhivirano 2007-08-09 na Wayback Machine. |
| 16043 Yichenzhang      | 1999 GP23      | Yi-Chen Zhang, finalist Intelovega iskanja znanstvenih talentov leta 2003 † Arhivirano 2007-08-09 na Wayback Machine. |
| 16044 Kurtbachmann     | 1999 GW24      | Kurt Bachmann, svetovalec finalistu na Intelovem iskanju znanstvenih talentov leta 2003 † Arhivirano 2007-08-09 na Wayback Machine. |
| 16046 Gregnorman       | 1999 JK        | Greg Norman* |
| 16051 Bernero          | 1999 JF36      | Bruce Bernero, svetovalec finalistu na Intelovem iskanju znanstvenih talentov leta 2003 † Arhivirano 2007-08-09 na Wayback Machine. |
| 16053 Brennan          | 1999 JA40      | James Brennan, svetovalec finalistu na Intelovem iskanju znanstvenih talentov leta 2003 † Arhivirano 2007-08-09 na Wayback Machine. |
| 16059 Marybuda         | 1999 JV86      | Mary Buda, svetovalec finalistu na Intelovem iskanju znanstvenih talentov leta 2003 † Arhivirano 2007-08-09 na Wayback Machine. |
| 16062 Buncher          | 1999 NR36      | David Buncher, svetovalec finalistu na Intelovem iskanju znanstvenih talentov leta 2003 † Arhivirano 2007-08-09 na Wayback Machine. |
| 16065 Borel            | 1999 RE35      | Émile Borel (1871 – 1956), francoski matematik* |
| 16068 Citron           | 1999 RN86      | Jerry Citron, svetovalec finalistu na Intelovem iskanju znanstvenih talentov leta 2003 † Arhivirano 2007-08-09 na Wayback Machine. |
| 16069 Marshafolger     | 1999 RS95      | Marsha Folger, svetovalec finalistu na Intelovem iskanju znanstvenih talentov leta 2003 † Arhivirano 2007-08-09 na Wayback Machine. |
| 16073 Gaskin           | 1999 RK129     | Regina Gaskin, svetovalec finalistu na Intelovem iskanju znanstvenih talentov leta 2003 † Arhivirano 2007-08-09 na Wayback Machine. |
| 16074 Georgekaplan     | 1999 RR129     | George H. Kaplan, svetovalec finalistu na Intelovem iskanju znanstvenih talentov leta 2003 † Arhivirano 2007-08-09 na Wayback Machine. |
| 16075 Meglass          | 1999 RL130     | Mary Elizabeth Glass, svetovalec finalistu na Intelovem iskanju znanstvenih talentov leta 2003 † Arhivirano 2007-08-09 na Wayback Machine. |
| 16076 Barryhaase       | 1999 RV131     | Barry Haase, svetovalec finalistu na Intelovem iskanju znanstvenih talentov leta 2003 † Arhivirano 2007-08-09 na Wayback Machine. |
| 16077 Arayhamilton     | 1999 RK157     | A. Ray Hamilton, svetovalec finalistu na Intelovem iskanju znanstvenih talentov leta 2003 † Arhivirano 2007-08-09 na Wayback Machine. |
| 16078 Carolhersh       | 1999 RG177     | Carol Hersh, svetovalec finalistu na Intelovem iskanju znanstvenih talentov leta 2003 † Arhivirano 2007-08-09 na Wayback Machine. |
| 16079 Imada            | 1999 RP181     | Keith Imada, svetovalec finalistu na Intelovem iskanju znanstvenih talentov leta 2003 † Arhivirano 2007-08-09 na Wayback Machine. |
| 16083 Jorvik           | 1999 TH12      | Jorvik, naselje Vikingov, ki je pozneje postalo mesto York † |
| 16085 Laffan           | 1999 TM27      | John Laffan, svetovalec finalistu na Intelovem iskanju znanstvenih talentov leta 2003 † Arhivirano 2007-08-09 na Wayback Machine. |
| 16089 Lamb             | 1999 TG147     | William Lamb, svetovalec finalistu na Intelovem iskanju znanstvenih talentov leta 2003 † Arhivirano 2007-08-09 na Wayback Machine. |
| 16090 Lukaszewski      | 1999 TN147     | Angela Lukaszewski, svetovalec finalistu na Intelovem iskanju znanstvenih talentov leta 2003 † Arhivirano 2007-08-09 na Wayback Machine. |
| 16091 Malchiodi        | 1999 TO152     | Beth Malchiodi, svetovalec finalistu na Intelovem iskanju znanstvenih talentov leta 2003 † Arhivirano 2007-08-09 na Wayback Machine. |
| 16094 Scottmccord      | 1999 TQ222     | Scott McCord, svetovalec finalistu na Intelovem iskanju znanstvenih talentov leta 2003 † Arhivirano 2007-08-09 na Wayback Machine. |
| 16101–16200            |                | |
| 16101 Notskas          | 1999 VA36      | Chrysi Notskas, svetovalec finalistu na Intelovem iskanju znanstvenih talentov leta 2003 † Arhivirano 2007-08-09 na Wayback Machine. |
| 16102 Barshannon       | 1999 VT68      | Barbara Shannon, svetovalec finalistu na Intelovem iskanju znanstvenih talentov leta 2003 † Arhivirano 2007-08-09 na Wayback Machine. |
| 16103 Lorsolomon       | 1999 VU81      | Lorraine Solomon, svetovalec finalistu na Intelovem iskanju znanstvenih talentov leta 2003 † Arhivirano 2007-08-09 na Wayback Machine. |
| 16104 Stesullivan      | 1999 VT177     | Stephen Sullivan, svetovalec finalistu na Intelovem iskanju znanstvenih talentov leta 2003 † Arhivirano 2007-08-09 na Wayback Machine. |
| 16105 Marksaunders     | 1999 VL211     | Mark Saunders, direktor Direktorata za raziskovalne sisteme in tehnologijo vesoljskih operacij (Exploration Systems and Space Operations Technology) pri Nasi v Raziskovalnem centru Langley † Arhivirano 2008-07-04 na Wayback Machine. |
| 16106 Carmagnola       | 1999 VW212     | občina Carmagnola, Italija † Arhivirano 2005-04-07 na Wayback Machine. |
| 16107 Chanmugam        | 1999 WQ2       | Ganesar Chanmugam, na Šrilanki rojen ameriški astrofizik * |
| 16110 Paganetti        | 1999 WU8       | Mariarosa Paganetti, mati odkritelja † Arhivirano 2004-10-24 na Wayback Machine. |
| 16112 Vitaris          | 1999 XK13      | Bethany Ann Vitaris, zmagovalec na Intelovem Mednarodnem znanstvenem in tehničnem sejmu (Intel International Science and Engineering Fair) leta 2004 † Arhivirano 2005-07-21 na Wayback Machine.* |
| 16113 Ahmed            | 1999 XN23      | Tahir Ahmed, finalist Intelovega iskanja znanstvenih talentov (Intel Science Talent Search) leta 2002 † Arhivirano 2009-07-07 na Wayback Machine. * |
| 16114 Alyono           | 1999 XV23      | Jennifer Christy Alyono, finalist Intelovega iskanja znanstvenih talentov (Intel Science Talent Search) leta 2002 † Arhivirano 2009-07-07 na Wayback Machine. * |
| 16116 Balakrishnan     | 1999 XQ29      | Jennifer Sayaka Balakrishnan, finalist Intelovega iskanja znanstvenih talentov (Intel Science Talent Search) leta 2002 † Arhivirano 2009-07-07 na Wayback Machine. * |
| 16118 Therberens       | 1999 XQ56      | Theresa Joan Berens, finalist Intelovega iskanja znanstvenih talentov (Intel Science Talent Search) leta 2002 † Arhivirano 2009-07-07 na Wayback Machine. * |
| 16119 Bronner          | 1999 XS60      | Mordechai Joseph Bronner, finalist Intelovega iskanja znanstvenih talentov (Intel Science Talent Search) leta 2002 † Arhivirano 2009-07-07 na Wayback Machine.* |
| 16120 Burnim           | 1999 XV60      | Jacob Samuels Burnim, finalist Intelovega iskanja znanstvenih talentov (Intel Science Talent Search) leta 2002 † Arhivirano 2009-07-07 na Wayback Machine.* |
| 16121 Burrell          | 1999 XD66      | Marc Anthony Burrell, zmagovalec Intelovega iskanja znanstvenih talentov (Intel Science Talent Search) leta 2002 † Arhivirano 2010-07-07 na Wayback Machine.* |
| 16122 Wenyicai         | 1999 XW67      | Wenyi Cai, finalist Intelovega iskanja znanstvenih talentov (Intel Science Talent Search) leta 2002 † Arhivirano 2009-07-07 na Wayback Machine.* |
| 16123 Jessiecheng      | 1999 XQ83      | Jessie Cheng, finalist Intelovega iskanja znanstvenih talentov (Intel Science Talent Search) leta 2002 † Arhivirano 2009-07-07 na Wayback Machine.* |
| 16124 Timdong          | 1999 XR85      | Timothy Allen Dong, finalist Intelovega iskanja znanstvenih talentov (Intel Science Talent Search) leta 2002 † Arhivirano 2009-07-07 na Wayback Machine.* |
| 16127 Farzan-Kashani   | 1999 XK92      | Raphael Farzan-Kashani, finalist Intelovega iskanja znanstvenih talentov (Intel Science Talent Search) leta 2002 † Arhivirano 2010-07-07 na Wayback Machine.* |
| 16128 Kirfrieda        | 1999 XS92      | Kirsten Linnea Frieda, finalist Intelovega iskanja znanstvenih talentov (Intel Science Talent Search) leta 2002 † Arhivirano 2010-07-07 na Wayback Machine.* |
| 16129 Kevingao         | 1999 XG97      | Kevin Kuan Gao, finalist Intelovega iskanja znanstvenih talentov (Intel Science Talent Search) leta 2002 † Arhivirano 2009-07-07 na Wayback Machine.* |
| 16130 Giovine          | 1999 XU97      | Allegra Elizabeth Giovine, finalist Intelovega iskanja znanstvenih talentov (Intel Science Talent Search) leta 2002 † Arhivirano 2009-07-07 na Wayback Machine.* |
| 16131 Kaganovich       | 1999 XV97      | Mark Kaganovich, finalist Intelovega iskanja znanstvenih talentov (Intel Science Talent Search) leta 2002 † Arhivirano 2009-07-07 na Wayback Machine.* |
| 16132 Angelakim        | 1999 XH99      | Angela Soeun Kim, finalist Intelovega iskanja znanstvenih talentov (Intel Science Talent Search) leta 2002 † Arhivirano 2009-07-07 na Wayback Machine.* |
| 16135 Ivarsson         | 1999 XY104     | * |
| 16142 Leung            | 1999 XC135     | Albert W. Leung, finalist Intelovega iskanja znanstvenih talentov (Intel Science Talent Search) leta 2002 † Arhivirano 2009-07-07 na Wayback Machine.* |
| 16144 Korsten          | 1999 XK144     | * |
| 16147 Jeanli           | 1999 XL175     | Jean Li, finalist Intelovega iskanja znanstvenih talentov (Intel Science Talent Search) leta 2002 † Arhivirano 2009-07-07 na Wayback Machine.* |
| 16150 Clinch           | 1999 XZ227     | * |
| 16154 Dabramo          | 2000 AW2       | Germano D'Abramo (rojen 1973), italijanski astronom † Arhivirano 2008-08-01 na Wayback Machine. |
| 16155 Buddy            | 2000 AF5       | Buddy Holly (Charles Hardin Holley) (1936 – 1959), ameriški pevec, pisec besedil in začetnik Rock & Rolla * |
| 16157 Toastmasters     | 2000 AS50      | * |
| 16158 Monty            | 2000 AV50      | * |
| 16163 Suhanli          | 2000 AD69      | Suhan Li, finalist Intelovega iskanja znanstvenih talentov (Intel Science Talent Search) leta 2002 † Arhivirano 2009-07-07 na Wayback Machine.* |
| 16164 Yangli           | 2000 AO69      | Yang Li, finalist Intelovega iskanja znanstvenih talentov (Intel Science Talent Search) leta 2002 † Arhivirano 2009-07-07 na Wayback Machine.* |
| 16165 Licht            | 2000 AW83      | Jacob Licht, finalist Intelovega iskanja znanstvenih talentov (Intel Science Talent Search) leta 2002 † Arhivirano 2010-07-07 na Wayback Machine.* |
| 16166 Jonlii           | 2000 AQ84      | Jonathan Lii, finalist Intelovega iskanja znanstvenih talentov (Intel Science Talent Search) leta 2002 † Arhivirano 2009-07-07 na Wayback Machine.* |
| 16167 Oertli           | 2000 AJ89      | Nicole Anne Oertli, finalist Intelovega iskanja znanstvenih talentov (Intel Science Talent Search) leta 2002 † Arhivirano 2009-07-07 na Wayback Machine.* |
| 16168 Palmen           | 2000 AR91      | Brandon Michael Palmen, finalist Intelovega iskanja znanstvenih talentov (Intel Science Talent Search) leta 2002 † Arhivirano 2010-07-07 na Wayback Machine.* |
| 16174 Parihar          | 2000 AX116     | Raminder Kaur Parihar, 2002 Intel Science Talent Search finalist † Arhivirano 2009-07-07 na Wayback Machine.* |
| 16175 Rypatterson      | 2000 AL118     | Ryan Randall Patterson, finalist Intelovega iskanja znanstvenih talentov (Intel Science Talent Search) leta 2002 † Arhivirano 2010-07-07 na Wayback Machine.* |
| 16177 Pelzer           | 2000 AR127     | Justin Raymond Pelzer, finalist Intelovega iskanja znanstvenih talentov (Intel Science Talent Search) leta 2002 † Arhivirano 2009-07-07 na Wayback Machine.* |
| 16180 Rapoport         | 2000 AZ136     | Ezra Jacob Rapoport, finalist Intelovega iskanja znanstvenih talentov (Intel Science Talent Search) leta 2002 † Arhivirano 2009-07-07 na Wayback Machine. * |
| 16189 Riehl            | 2000 AT187     | Emily Elizabeth Riehl, finalist Intelovega iskanja znanstvenih talentov (Intel Science Talent Search) leta 2002 † Arhivirano 2010-07-07 na Wayback Machine. * |
| 16191 Rubyroe          | 2000 AO205     | Ruby Roe, prva žena odkritelja (1943–1997) Jamesa M. Roa |
| 16192 Laird            | 2000 AU207     | Elizabeth Rebecca Laird, kanadski fizik † |
| 16193 Nickaiser        | 2000 AV207     | Nick Kaiser, astrofizik |
| 16194 Roderick         | 2000 AJ231     | * |
| 16197 Bluepeter        | 2000 AA243     | imenovano po dolgotrajnem otroškem programu Modri Peter (Blue Peter) na BBCju * |
| 16198 Búzios           | 2000 AB243     | letoviško mesto Armação dos Búzios, država Rio de Janeiro, Brazilija † |
| 16199 Rozenblyum       | 2000 BX26      | Nikita Rozenblyum, finalist Intelovega iskanja znanstvenih talentov (Intel Science Talent Search) leta 2002 † Arhivirano 2010-07-07 na Wayback Machine.* |
| 16201–16300            |                | |
| 16202 Srivastava       | 2000 CE28      | Siddharth Srivastava, finalist Intelovega iskanja znanstvenih talentov (Intel Science Talent Search) leta 2002 † Arhivirano 2009-07-07 na Wayback Machine.* |
| 16203 Jessicastahl     | 2000 CH32      | Jessica Randi Stahl, finalist Intelovega iskanja znanstvenih talentov (Intel Science Talent Search) leta 2002 † Arhivirano 2010-07-07 na Wayback Machine.* |
| 16209 Sterner          | 2000 CB56      | Beckett William Sterner, finalist Intelovega iskanja znanstvenih talentov (Intel Science Talent Search) leta 2002 † Arhivirano 2010-07-07 na Wayback Machine.* |
| 16211 Samirsur         | 2000 CL83      | Samir Sur, finalist Intelovega iskanja znanstvenih talentov (Intel Science Talent Search) leta 2002 † Arhivirano 2009-07-07 na Wayback Machine.* |
| 16212 Theberge         | 2000 CB84      | Ashleigh Brooks Theberge, finalist Intelovega iskanja znanstvenih talentov (Intel Science Talent Search) leta 2002 † Arhivirano 2009-07-07 na Wayback Machine.* |
| 16214 Venkatachalam    | 2000 CM87      | Vivek Venkatachalam, finalist Intelovega iskanja znanstvenih talentov (Intel Science Talent Search) leta 2002 † Arhivirano 2010-07-07 na Wayback Machine.* |
| 16215 Venkatraman      | 2000 CB104     | Dheera Venkatraman, finalist Intelovega iskanja znanstvenih talentov (Intel Science Talent Search) leta 2002 † Arhivirano 2009-07-07 na Wayback Machine.* |
| 16217 Peterbroughton   | 2000 DR13      | Peter Broughton, nekdanji predsednik Kraljeve astronomske družbe Kanade (Royal Astronomical Society of Canada) |
| 16219 Venturelli       | 2000 DL29      | Ophelia Shalini Venturelli, finalistka Intelovega iskanja znanstvenih talentov (Intel Science Talent Search) leta 2002 † Arhivirano 2009-07-07 na Wayback Machine. * |
| 16220 Mikewagner       | 2000 DB40      | Michael Jacob Wagner, finalist Intelovega iskanja znanstvenih talentov (Intel Science Talent Search) leta 2002 † Arhivirano 2009-07-07 na Wayback Machine. * |
| 16221 Kevinyang        | 2000 DX48      | Kevin Yang, finalist Intelovega iskanja znanstvenih talentov (Intel Science Talent Search) leta 2002 † Arhivirano 2009-07-07 na Wayback Machine.* |
| 16222 Donnanderson     | 2000 DK55      | * |
| 16225 Georgebaldo      | 2000 DF71      | * |
| 16226 Beaton           | 2000 DT72      | * |
| 16230 Benson           | 2000 EA95      | * |
| 16231 Jessberger       | 2000 ES130     | Elmar K. Jessberger, nemški planetolog † |
| 16232 Chijagerbs       | 2000 ED152     | Chija Bauer, ameriška učiteljica fizike in njen sorog James "Gerbs" Bauer, ki je bil planetarni znanstvenik na Laboratoriju za reaktivni pogon † |
| 16234 Bosse            | 2000 FR20      | * |
| 16236 Stebrehmer       | 2000 GG51      | * |
| 16238 Chappe           | 2000 GY104     | Jean-Baptiste Chappe d'Auteroche, francoski astronom* |
| 16239 Dower            | 2000 GY105     | Richard Graham Dower, ameriški astronom* |
| 16241 Dvorsky          | 2000 GD126     | Mary Rae Dvorsky, ameriška planetarna znanstvenica * |
| 16243 Rosenbauer       | 2000 GO147     | Helmut Rosenbauer, nemški astronom † |
| 16244 Brož             | 2000 GQ147     | Miroslav Brož, češki strokovnjak za nebesno mehaniko in učitelj astronomije † |
| 16246 Cantor           | 2000 HO3       | Georg Ferdinand Cantor (1845 – 1918), v Rusiji rojen nemški matematik* |
| 16247 Esner            | 2000 HY11      | * |
| 16248 Fox              | 2000 HT13      | * |
| 16249 Cauchy           | 2000 HT14      | Augustin Louis Cauchy (1789 – 1857), francoski matematik* |
| 16250 Delbó            | 2000 HP26      | Marco Delbó, italijanski astronom † |
| 16251 Barbifrank       | 2000 HX48      | * |
| 16252 Franfrost        | 2000 HQ51      | * |
| 16253 Griffis          | 2000 HJ52      | * |
| 16254 Harper           | 2000 HZ53      | * |
| 16255 Hampton          | 2000 HX63      | Donald L. Hampton, ameriški fizik, strokovnjak za atmosfero ter vesoljski sistemski inženir † |
| 16258 Willhayes        | 2000 JP13      | * |
| 16259 Housinger        | 2000 JR13      | * |
| 16260 Sputnik          | 2000 JO15      | Sputnik, prvi umetni satelit * |
| 16262 Rikurtz          | 2000 JR32      | * |
| 16264 Richlee          | 2000 JH40      | * |
| 16265 Lemay            | 2000 JL43      | * |
| 16266 Johconnell       | 2000 JX43      | * |
| 16267 Mcdermott        | 2000 JY43      | Alicia Lynn McDermott, finalistka na Intelovem ISEF-u (International Science and Engineering Fair ali Mednarodni sejem znanosti in tehnike) leta 2004 in 2005 * |
| 16268 Mcneeley         | 2000 JD44      | * |
| 16269 Merkord          | 2000 JP44      | * |
| 16271 Duanenichols     | 2000 JC55      | Duane Nichols, mentor na Intelovem iskanju znanstvenih talentov (Intel Science Talent Search) † Arhivirano 2010-05-25 na Wayback Machine. * |
| 16273 Oneill           | 2000 JS56      | * |
| 16274 Pavlica          | 2000 JX56      | * |
| 16280 Groussin         | 2000 LS6       | Olivier Groussin, ameriški planetarni znanstvenik † |
| 16301–16400            |                | |
| 16355 Buber            | 1975 UA1       | Martin Buber, avstrijski filozof, pripovedovalec zgodb in pedagog * |
| 16356 Univbalttech     | 1976 GV2       | Балтийского государственного технического университета «Военмех» (Baltska državna tehnična univerza Voenmeh, †), Sankt Peterburg, Rusija (prej je to bil Leningrajski inštitut za mehaniko) † |
| 16358 Plesetsk         | 1976 YN7       | kozmodrom Plesetsk, glavno izstrelitveno mesto za rakete v nekdanji Sovjetski zvezi † |
| 16398 Hummel           | 1982 SN3       | Johann Nepomuk Hummel (1778 – 1837), slovaški skladatelj * |
| 16401–16500            |                | |
| 16407 Oiunskij         | 1985 SV2       | * |
| 16413 Abulghazi        | 1987 BA2       | Abulghazi Bahadur, zgodovinar iz Uzbekistana (17. stoletje) † |
| 16418 Lortzing         | 1987 SD10      | Albert Lortzing, nemški skladatelj * |
| 16435 Fándly           | 1988 VE7       | Juraj Fándly (1750 – 1811), slovaški rimskokatoliški duhovnik, pisatelj, vzgojitelj in oživitelj slovaškega jezika † Arhivirano 2007-11-12 na Wayback Machine. |
| 16438 Knöfel           | 1989 AU6       | André Knöfel, nemški meteorolog in ljubiteljski astronom † ‡ |
| 16439 Yamehoshinokawa  | 1989 BZ        | reka Jamehošinokava, Japonska † |
| 16441 Kirchner         | 1989 EF6       | Ernst Ludwig Kirchner, nemški slikar * |
| 16445 Klimt            | 1989 GN3       | Gustav Klimt (1862 – 1918), avstrijski slikar, eden izmed pomembnih članov gibanja Vienna Art Nouveau † |
| 16447 Vauban           | 1989 RX        | Sébastien Le Prestre, Seigneur de Vauban (1633 – 1707), francoski maršal in strateg † |
| 16449 Kigoyama         | 1989 SO        | gora Kigojama (546 m), prefektura Iahikava, Japonska, na vrhu te gore je planetarij in javni observatorij † |
| 16450 Messerschmidt    | 1989 SY2       | Daniel Gottlieb Messerschmidt, nemški prirodoslovec † |
| 16452 Goldfinger       | 1989 SE8       | Pauline J. ("PJ") Goldfinger, ameriški upravljavec adaptivne optike, ki je pomagal pri organizaciji arhiva na Observatoriju Palomar † |
| 16459 Barth            | 1989 WE4       | Karl Barth (1886 – 1968), švicarski teolog * |
| 16463 Nayoro           | 1990 EK        | mesto Najoro, Hokaido, Japonska † |
| 16466 Piyashiriyama    | 1990 FJ2       | gora Pijaširi (Pijaširi Jama), Hokaido, Japonska † |
| 16479 Paulze           | 1990 QK7       | Marie-Anne Pierrette Paulze (1758 – 1836), francoska žena in strokovna sodelavka kemika Antoina Lavoisierja (1743 – 1794) † |
| 16494 Oka              | 1990 SP8       | reka Oka, teče iz centarlnega ruskega visogogorja do reke Volge † |
| 16498 Passau           | 1990 SX8       | mesto Passau, Bavarska, Nemčija † |
| 16501–16600            |                | |
| 16505 Sulzer           | 1990 TB13      | Salomon Sulzer (1804 – 1890), avstrijski skladatelj* |
| 16507 Fuuren           | 1990 UM2       | mesto Furen, Japonska, znano je po svojem dobrem rižu † |
| 16513 Vasks            | 1990 VP6       | Pēteris Vasks (rojen 1946), latvijski skladatelj in kontrabasist † |
| 16514 Stevelia         | 1990 VZ6       | * |
| 16518 Akihikoito       | 1990 WF        | * |
| 16522 Tell             | 1991 AJ3       | * |
| 16524 Hausmann         | 1991 BB3       | * |
| 16525 Shumarinaiko     | 1991 CU2       | jezero Šumarinai, Hokaido, Japonska na reki Urjuu † |
| 16528 Terakado         | 1991 GV        | Kazuo Terakado, japonski znanstveni časnikar in pisatelj † |
| 16529 Dangoldin        | 1991 GO1       | Dan Goldin, ameriški upravnik pri Nasi * |
| 16544 Hochlehnert      | 1991 RA3       | * |
| 16552 Sawamura         | 1991 SB        | Tsuneo Savamura, japonski izumitelj (njegovo antikorozijsko sredstvo so uporabili za električne sisteme na raketoplanih † |
| 16555 Nagaomasami      | 1991 US3       | Masami Nagao, japonski ljubiteljski astronom † |
| 16561 Rawls            | 1991 VP7       | John Rawls (1921 – 2002), filozof* |
| 16563 Ob               | 1992 BF2       | reka Ob, teče od gorovja Altaj do reke Irtiš, do reke Ob je potoval Joseph-Nicolas Delisle v aprilu leta 1740, da bi opazoval prehod Merkurja preko ploskve Sonca † |
| 16564 Coriolis         | 1992 BK2       | Gaspard-Gustave de Coriolis, francoski fizik, inženir in matematik * |
| 16578 Essjayess        | 1992 FM1       | "Ess Jay Ess", angleško fonetično črkovanje S. J. S., Shirley June Steel (rojena Parsons), mati odkritelja † |
| 16587 Nagamori         | 1992 SE        | Kyouji Nagamori, japonski določevalec planetarnih efemerid † |
| 16588 Johngee          | 1992 ST        | * |
| 16589 Hastrup          | 1992 SL1       | * |
| 16590 Brunowalter      | 1992 SM2       | Bruno Walter (1876 – 1962), nemški-ameriški dirigent in skladatelj* |
| 16594 Sorachi          | 1992 UL4       | pokrajina Sorači, Hokaido, Japonska † |
| 16596 Stevenstrauss    | 1992 UN7       | Steven Strauss, kanadski znanstveni pisatelj * |
| 16599 Shorland         | 1993 BR2       | * |
| 16601–16700            |                | |
| 16624 Hoshizawa        | 1993 HX        | Sačiko Hošizava, japonski kuhar in televizijska osebnost ter vesoljski navdušenec † |
| 16625 Kunitsugu        | 1993 HG1       | Kunitsugu Terakado, japonski vodja projektov pri Nacionalni agenciji za vesoljski razvoj (National Space Development Agency ali NASDA) † |
| 16626 Thumper          | 1993 HJ3       | Thumper, izmišljeni mladi zajec v filmu Bambi Walta Disneya iz leta 1942 † |
| 16641 Esteban          | 1993 QH10      | * |
| 16646 Sparrman         | 1993 SJ5       | Anders Erikson Sparrman (1748 – 1820), švedski botanik, učenec Linnaeusa, ki je šel na pot okoli sveta z Jamesom Cookom na njegovem drugem potovanju, ki ga je opisal v delu A voyage to the Cape of Good Hope, towards the Antarctic polar circle, and round the world (Potovanje do Rta dobre nade, proti polarnemu krogu in okoli sveta) (1789) † |
| 16666 Liroma           | 1993 XL1       | * |
| 16669 Rionuevo         | 1993 XK3       | Univerza Arizone (kratica UA), Flandrauov znanstveni center (pokrajina Tucson), ZDA † Arhivirano 2008-07-25 na Wayback Machine. |
| 16672 Bedini           | 1994 BA1       | Silvio Bedini, italijanski zgodovinar astronomijehistorian of astronomy* |
| 16682 Donati           | 1994 FB        | Giovanni Battista Donati, italijanski astronom † |
| 16683 Alepieri         | 1994 JY        | Alessandro Pieri, italijanski ljubiteljski astronom † Arhivirano 2008-08-01 na Wayback Machine. |
| 16689 Vistula          | 1994 PZ26      | reka Vistula, ki teče od Beskidov v južni Poljski do Baltskega morja mimo Krakova, Varšave in Gdanska † |
| 16693 Moseley          | 1994 YC2       | Terry Moseley, ljubiteljski astronom iz Severne Irske * |
| 16700 Seiwa            | 1995 DZ        | * |
| 16701–16800            |                | |
| 16705 Reinhardt        | 1995 EO8       | Michael Reinhardt, nemški astrofizik* |
| 16706 Svojsík          | 1995 OE1       | Antonín Benjamin Svojsík (1876 – 1938), češki ustanovitelj skavtsktva † Arhivirano 2013-02-10 at Archive.is |
| 16714 Arndt            | 1995 SM54      | * |
| 16715 Trettenero       | 1995 UN5       | Virgilio Trettenero, italijanski astronom* |
| 16730 Nijisseiki       | 1996 HJ1       | * |
| 16731 Mitsumata        | 1996 HK1       | * |
| 16744 Antonioleone     | 1996 OJ2       | Antonio Leone, italijanski ljubiteljski astronom † Arhivirano 2008-08-01 na Wayback Machine. |
| 16745 Zappa            | 1996 PF5       | Giovanni Zappa, italijanski astronom |
| 16750 Marisandoz       | 1996 QL        | Mari Sandoz (1896 – 1966), ameriški zgodovinar, biograf in romanopisec * |
| 16755 Cayley           | 1996 RE1       | Arthur Cayley (1821 – 1895), angleški matematik* |
| 16757 Luoxiahong       | 1996 SC6       | Luo Xiahong, kitajski astronom zahodne dinastije Han* |
| 16759 Furuyama         | 1996 TJ7       | Šigeru Furujama, japonski astronom* |
| 16760 Masanori         | 1996 TY7       | Masanori Sato, japonski član Astronomskega kluba Matsue in sodelavec odkritelja pri opazovanju † |
| 16761 Hertz            | 1996 TE8       | Heinrich Hertz (1857 – 1894), nemški fizik* |
| 16765 Agnesi           | 1996 UA        | Maria Gaëtana Agnesi (1718 – 1799), italijanska matematičarka* |
| 16766 Righi            | 1996 UP        | Augusto Righi (1850 – 1920), italijanski fizik* |
| 16781 Renčín           | 1996 XU18      | Vladimir Renčín, češki grafik † |
| 16783 Bychkov          | 1996 XY25      | * |
| 16794 Cucullia         | 1997 CQ1       | rod nočnih metuljev ( Cucullia asteroides), njegove gosenice se hranijo na rastlinah z znanstvenim imenom Asteraceae † Arhivirano 2008-08-08 na Wayback Machine. ‡ |
| 16797 Wilkerson        | 1997 CA17      | Winston S. Wilkerson, član Ameriške zveze opazovalcev sprememnljivih zvezd (American Association of Variable Star Observers) † Arhivirano 2008-08-01 na Wayback Machine. |
| 16801–16900            |                | |
| 16801 Petřínpragensis  | 1997 SC2       | Petřín, grič Petrin in vrtovi v Pragi, kraj, kjer je Eiffelovem stolpu podoben opazovalni stolp (zgrajen leta 1891) in Observatorij Štefanik (Štefánikova Hvězdárna) † Arhivirano 2005-03-14 na Wayback Machine. ‡ Arhivirano 2007-11-13 na Wayback Machine.                                                                                         |
| 16802 Rainer           | 1997 SP3       | Rainer Gebetsroither, sin Karin in Uwe, dolgoletnih članic Linzer Astronomische Gemeinschaft (Linzer A.G.) † Arhivirano 2006-05-11 na Wayback Machine. |
| 16804 Bonini           | 1997 SX15      | * |
| 16807 Terasako         | 1997 TW25      | * |
| 16809 Galápagos        | 1997 US        | otoki Galapagos, kraj, ki pripada svetovni dediščini † |
| 16810 Pavelaleksandrov | 1997 UY2       | Pavel Sergeevič Aleksandrov (rusko Па́вел Серге́евич Алекса́ндров) (1896 – 1982), ruski matematik* |
| 16817 Onderlička       | 1997 UU10      | Bedřich Onderlička, češki astrofizik † |
| 16847 Sanpoloamosciano | 1997 XK10      | Astronomski observatorij San Polo a Mosciano (Osservatorio Astronomico di San Polo a Mosciano), kraj odkritja † |
| 16852 Nuredduna        | 1997 YP2       | * |
| 16856 Banach           | 1997 YE8       | Stefan Banach (1892 – 1945), poljski matematik * |
| 16857 Goodall          | 1997 YZ8       | * |
| 16861 Lipovetsky       | 1997 YZ11      | * |
| 16874 Kurtwahl         | 1998 BK2       | Kurt Wahl , svetovalec finalistu na Intelovem iskanju znanstvenih talentov leta 2003 † Arhivirano 2007-08-09 na Wayback Machine. |
| 16878 Tombickler       | 1998 BL9       | Tom Bickler, član razvojne skupine pri Širokokotni kameri 3 (Wide Field Camera 3 ali WFC3) na Vesoljskem teleskopu Hubble * |
| 16879 Campai           | 1998 BH10      | Paolo Campai, italijanski ljubiteljski astronom † Arhivirano 2008-08-01 na Wayback Machine. |
| 16887 Blouke           | 1998 BE26      | Morley Blouke, eden izmed začetnikov razvoja tehnologije CDD (Charge-coupled device) * |
| 16888 Michaelbarber    | 1998 BM26      | Michael R. Barber, ameriški pravnik in ljubiteljski astronom, začetnik tehnologije CCD † |
| 16892 Vaissière        | 1998 DN1       | Franck Vaissière, oseba tehničnepomoči na Observatoriju Pic du Midi in blagajnik Zveze uporabnikov elektronskih detektorjev (Association des Utilisateurs de Détecteurs Electroniques ali AUDE) † Arhivirano 2009-02-27 na Wayback Machine.. † Arhivirano 2004-12-17 na Wayback Machine.*                                                            |
| 16900 Lozère           | 1998 DQ13      | departma Lozère v Franciji v regiji Languedoc-Roussillon * |
| 16901–17000            |                | |
| 16901 Johnbrooks       | 1998 DJ14      | John J. Brooks, ameriški inženir strojništva in ljubiteljski astronom, začetnik revolucije tehnologije CDD † |
| 16906 Giovannisilva    | 1998 DY23      | Giovanni Silva, direktor Astronomskega observatorija Padova (Osservatorio Astronomico di Padova) |
| 16908 Groeselenberg    | 1998 DD33      | Groeselenberg, ulica v Uccli, Belgija * |
| 16912 Rhiannon         | 1998 EP8       | Rhiannon, boginja iz velške mitologije* |
| 16915 Bredthauer       | 1998 FR10      | Richard A. Bredthauer, ameriški strokovnjak za polprevodnik, predsednik Zveze za tehnologijo polprevodnikov * |
| 16920 Larrywalker      | 1998 FR37      | Larry Walker, svetovalec finalistu na Intelovem iskanju znanstvenih talentov leta 2003 † Arhivirano 2007-08-09 na Wayback Machine. |
| 16929 Hurník           | 1998 FP73      | Ilja Hurník (rojen 1922), češki skladatelj † Arhivirano 2011-05-25 na Wayback Machine. |
| 16930 Respighi         | 1998 FF74      | Ottorino Respighi (1879 – 1936), italijanski skladatelj* |
| 16944 Wangler          | 1998 HK45      | Julie Wangler, svetovalec finalistu na Intelovem iskanju znanstvenih talentov leta 2003 † Arhivirano 2007-08-09 na Wayback Machine. |
| 16946 Farnham          | 1998 HJ51      | Tony L. Farnham, ameriški astronom † |
| 16947 Wikrent          | 1998 HN80      | Brian Wikrent, svetovalec finalistu na Intelovem iskanju znanstvenih talentov leta 2003 † Arhivirano 2007-08-09 na Wayback Machine. |
| 16951 Carolus Quartus  | 1998 KJ        | latinsko ime za Karel IV (Karel IV, car svetega Rimskega cesarstva) † Arhivirano 2008-02-05 na Wayback Machine. |
| 16952 Peteschultz      | 1998 KX3       | Peter H. Schultz, ameriški geolog in astronom † |
| 16953 Besicovitch      | 1998 KE5       | Abram Samoilovič Bezicovič (rusko Абрам Самойлович Безикович) (1891 – 1970), ruski matematik* |
| 16958 Klaasen          | 1998 PF        | Kenneth P. Klaasen, ameriški geomorfolog inastronom † |
| 16962 Elizawoolard     | 1998 QP93      | Elizabeth Woolard, svetovalec finalistu na Intelovem iskanju znanstvenih talentov leta 2003 † Arhivirano 2007-08-09 na Wayback Machine. |
| 16967 Marcosbosso      | 1998 SR132     | Marcos Federico Bosso, zmagovalec na Intelovem mednarodnem znanstvenem in tehničnem sejmu (Intel International Science and Engineering Fair) leta 2003 † Arhivirano 2007-08-09 na Wayback Machine. |
| 16969 Helamuda         | 1998 UM20      | okrajšava za Hessisches Landesmuseum Darmstadt, muzej nemške zvezne države Hesse † |
| 16973 Gaspari          | 1998 WR19      | Luciano Gaspari, zmagovalec na Intelovem Mednarodnem znanstvenem in tehničnem sejmu (Intel International Science and Engineering Fair) leta 2003 † Arhivirano 2007-08-09 na Wayback Machine. |
| 16975 Delamere         | 1998 YX29      | W. Alan Delamere, ameriški astronom † |
| 16984 Veillet          | 1999 AA25      | Christian Veillet, francoski astronom* |
| 16986 Archivestef      | 1999 AR34      | Stephanie McLaughlin (vzdevek Archive Stef ) (rojena 1961), ameriška vesoljska znanstvenica, ki je preizkušala naprave za projekt Deep Impact in pripravljala arhiv Planetarnega podatkovnega sistema (Planetary Data System ) malih teles † |
| 16996 Dahir            | 1999 CM32      | Roberto Daniel Dahir, zmagovalec na Intelovem Mednarodnem znanstvenem in tehničnem sejmu (Intel International Science and Engineering Fair) leta 2003 † Arhivirano 2007-08-09 na Wayback Machine. |
| 16997 Garrone          | 1999 CO32      | Nestor Juan Garrone, zmagovalec na Intelovem Mednarodnem znanstvenem in tehničnem sejmu (Intel International Science and Engineering Fair) leta 2003 † Arhivirano 2007-08-09 na Wayback Machine. |
| 16998 Estelleweber     | 1999 CG46      | Estelle Lela Weber, zmagovalec na Intelovem Mednarodnem znanstvenem in tehničnem sejmu (Intel International Science and Engineering Fair) leta 2003 † Arhivirano 2007-08-09 na Wayback Machine. |
| 16999 Ajstewart        | 1999 CE47      | Andrew James Stewart, zmagovalec na Intelovem Mednarodnem znanstvenem in tehničnem sejmu (Intel International Science and Engineering Fair) leta 2003 † Arhivirano 2007-08-09 na Wayback Machine. |
| 17000 Medvedev         | 1999 CV48      | Alexandr V. Medvedev, zmagovalec na Intelovem Mednarodnem znanstvenem in tehničnem sejmu (Intel International Science and Engineering Fair) leta 2003 in dobitnik nagrade Karla Mengerja, ki jo podeljuje Ameriška zveza matematikov † Arhivirano 2007-08-09 na Wayback Machine.                                                                     |

| Predhodnik: 15001–16000 | Pomeni imen asteroidov Seznam asteroidov (16001-16250) Seznam asteroidov (16251-16500) Seznam asteroidov (16501-16750) Seznam asteroidov (16751-17000) | Naslednik: 17001–18000 |